# Max Vollmberg
Max Vollmberg, né à Berlin le 3 septembre 1882, est un peintre allemand.
Max Vollmberg fut élève de Philipp Frank Meyerheim et de Lovis Corinth. Venu à Paris, il suivit l’enseignement de Jean-Paul Laurens. Dès 1912 il fut en Amérique centrale. De retour en Allemagne il publia des récits de ses voyages :
- Montezumas Schale; Indianergeschichten von heute nach persönl. Erlebnissen auf 15 jähr. Reisen, Bielefeld & Leipzig, Velhagen & Klasing, 1931.
- Quetzales und Vulkane Ein Maler reist durchs Mayaland (Quetzales et volcans, le voyage d’un peintre au pays Maya), 1932.
- Der Tiger von Caballo blanco, Bielefeld und Leipzig Velhagen und Klasing, 1932.

On lui doit aussi des illustrations de livres pour la jeunesse :
- Gustav Schalk (d'après J. H. Campe und Daniel Defoe), Robinson Crusoë, illustré par Max Vollmberg, Berlin, Neufeld & Henius, 1908.
- Gertrud Münchmeyer, Die Kinder von Santa Elena, illustré par Max Vollmberg, Göttingen, Deuerlich, 1944.

Il participe aussi à la redécouverte de monuments mayas, voir l'article de Michael D. Coe, « Monuments in Middle America, A Reconsideration», American Anthropologist, Cycle 7, New Series, Vol. 59, n°. 4, août 1957, pages 597-611
Le musée d’art moderne de la capitale du Salvador, San Salvador (Salvador) conserve de lui un paysage daté de 1915.